# Aux quatre coins du temps
Aux quatre coins du temps est une collection disparue de littérature d'enfance et de jeunesse des éditions Bordas, créée en 1978 et arrêtée en 1994.

## Histoire
La collection est créée en 1978, sous la direction de Paule Pagliano. Elle se distingue par la variété des genres : aventure, merveilleux, science-fiction, humour, roman psychologique…
Elle cesse en 1994, mais certains de ses titres sont repris en poche par les éditions Pocket.

## Quelques titres
- Jean-Pierre Andrevon, Le Train des galaxies
- William Camus et Jacky Soulier, Le Péril vient de la terre et Face au péril, 1981
- Nicole Ciravégna, Chichois de la rue des Mauvestis
- Gérard Bialestowski, Pour une poignée de cailloux
- Pierre Gamarra, On a mangé l'alphabet
- Claude Gutman, Toufdepoil
- Peter Härtling, Ben est amoureux d'Anna
- Tormod Haugen, Les Oiseaux de nuit
- Jacqueline Held, L'Inconnu des Herbes-Rouges
- Sandra Jayat, La Longue Route d'une Zingarina
- Guus Kuijer, A la recherche de Lucie, La Maison au fond du jardin
- Pierre Louki, Un papa pas possible
- George MacDonald, La Clé d'or, Contes du jour et de la nuit
- Mouloud Mammeri, Contes berbères de Kabylie
- Jean Ollivier, Récits des mers du sud
- Satyajit Ray, Fatik et le jongleur de Calcutta
- Joëlle Wintrebert, La Fille de Terre deux